# Chráněná území v Peru

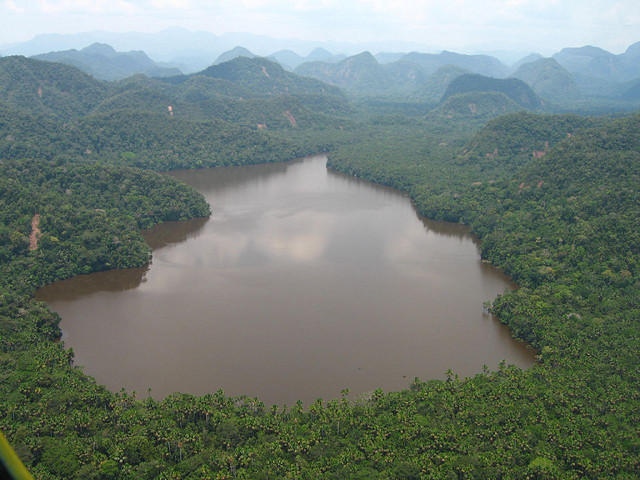
Národní park Cordillera Azul

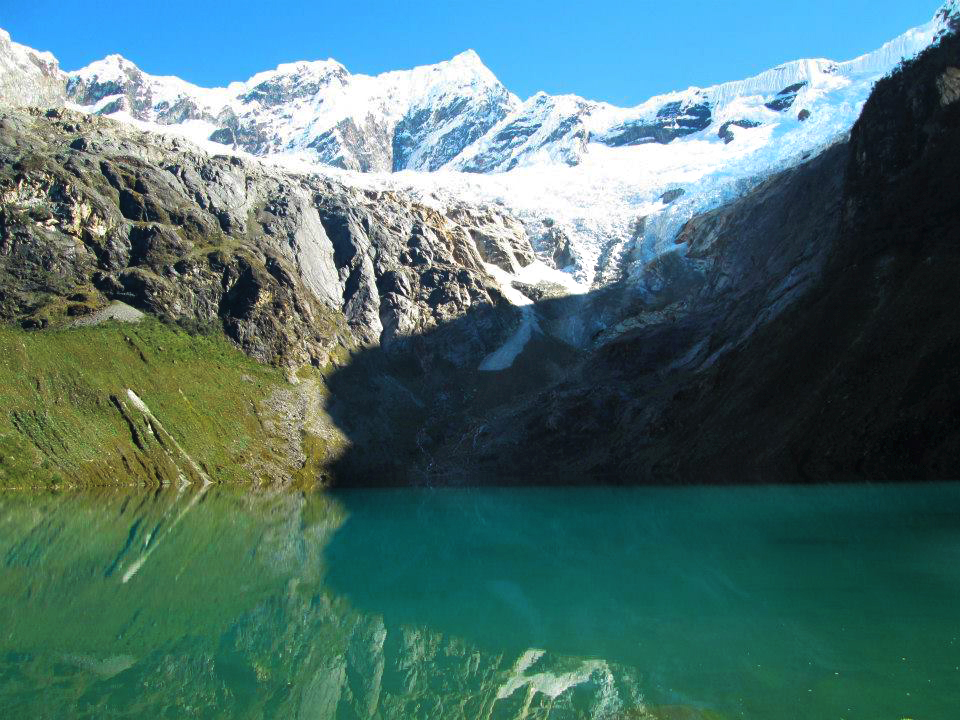
Národní park Huascarán

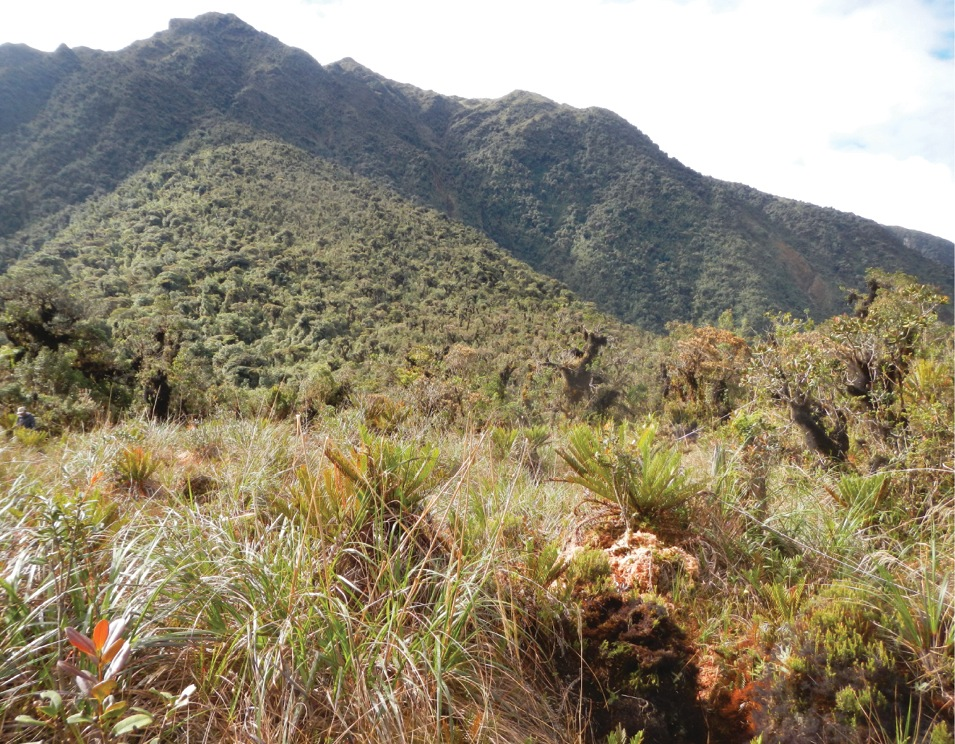
Národní park Yanachaga - Chemillén

Chráněná území v Peru s výjimkou několika, která jsou privátní či ve správě příslušné regionální vlády spravuje organizace El Servicio Nacional de Áreas Naturales Protegidas por el Estado (zkratka SERNANP), která spadá pod peruánské ministerstvo životního prostředí. Souhrnná plocha územích ve správě SERNANP je 194 455 km², což je přibližně 15 % celkové rozlohy státu.

## Přehled typů chráněných území
Kromě národních parků spravuje organizace SERNANP 63 dalších chráněných území.
| Kód | Typ chráněného území      | Volný český překlad     | Počet | Celková rozloha (ha) |
| --- | ------------------------- | ----------------------- | ----- | -------------------- |
| SN  | Santuario nacional        | Národní útočiště        | 9     | 317 366,47           |
| SH  | Santuario historico       | Historické útočiště     | 4     | 41 279,38            |
| RN  | Reserva nacional          | Národní rezervace       | 15    | 4 652 851,63         |
| RVS | Refugio de vida silvestre | Útočiště divoké přírody | 3     | 20 775,11            |
| RP  | Reserva paisajística      | Krajinná rezervace      | 2     | 711 818,48           |
| RC  | Reserva comunal           | Obecní rezervace        | 10    | 2 166 588,44         |
| BP  | Bosque de proteccion      | Chráněný les            | 6     | 389 986,99           |
| CC  | Coto de caza              | Lovecká obora           | 2     | 124 735,00           |
| ZR  | Zona reservada            | Rezervační zóna         | 9     | 625 755,20           |
| PN  | Parque nacional           | Národní park            | 15    | 10 394 366,7         |
|     | CELKEM                    |                         | 75    | 19 445 523,45        |

## Národní parky
V jihoamerickém Peru se k lednu 2021 nacházelo 15 národních parků. Jejich souhrnná rozloha dosahovala hodnoty 103 943 km². Národní parky zahrnují různé ekosystémy – od tropických deštných pralesů až po vysokohorské suché oblasti. Mezi největší hrozby pro chráněná území patří změna využívání půdy, nelegální těžba dřeva, rybolov, pastevectví, hornictví, změny klimatu, kontrolovatelná rozvoj turismu a expanze zastavěného území.